# SOS – vi nödlandar
SOS – vi nödlandar, amerikansk film från 1953.

## Handling
John Wayne spelar den gamle veteranpiloten Dooley som med sin Douglas DC-3 tvingas nödlanda i Labradors ödemarker. Trots kylan och snön lyckas han hålla ihop besättningen och hålla dem vid mod tills räddningen anländer.

## Om filmen
SOS – vi nödlandar är baserad på en roman av författaren Ernest K. Gann som även svarade bearbetningen av filmmanuset.

## Rollista (i urval)
- John Wayne - Kapten Dooley
- Lloyd Nolan - Stutz
- Walter Abel - Col. Fuller
- James Arness - McMullen
- Andy Devine - Moon
- Allyn Joslyn - J.H. Handy
- Jimmy Lydon - Murray, navigatör
- Harry Carey Jr. - Hunt
- Hal Baylor - Stankowski mekaniker
- Sean McClory - Frank Lovatt, andrepilot
- Wally Cassell - D'Annunzia telegrafist
- Regis Toomey - Sgt. Harper
- Louis Jean Heydt - Fitch
- Bob Steele - Wilson
- Darryl Hickman - Swanson